# Tunay Torun
Tunay Torun (* 21. April 1990 in Hamburg) ist ein deutsch-türkischer Fußballspieler.

## Karriere

### Im Verein

#### Jugend
Torun wuchs im Hamburger Stadtteil St. Pauli auf und spielte anfangs nur im Kindergarten Fußball; im Alter von sechs Jahren fuhr er mit dem Kindergarten zu einem Turnier. Zur selben Zeit hatte ein Freund beim FC St. Pauli mit Fußballspielen begonnen, dessen Vater Torun Vater empfahl, seinen Sohn ebenfalls im Verein anzumelden. Torun durfte anfangs gar nicht mitspielen, den älteren Jungs war er zu klein. Doch mit acht Jahren überzeugte er im Probetraining beim FC St. Pauli und wurde aufgenommen.

#### Hamburger SV
Im Alter von 16 Jahren wechselte Torun vom FC St. Pauli in das Nachwuchsleistungszentrum des Hamburger SV. Im November 2007 unterzeichnete Torun einen Profivertrag, wurde aber zunächst weiter im Regionalliga-Team eingesetzt. Sein Bundesliga-Debüt gab der Angreifer am 23. August 2008 (2. Spieltag) – in der 89. Minute für Piotr Trochowski eingewechselt – beim 2:1-Heimsieg über den Karlsruher SC; sein erstes Tor erzielte er am 28. November 2009 (14. Spieltag) beim 1:1 im Auswärtsspiel gegen den 1. FSV Mainz 05. In der Saison 2008/09 spielte Torun mit dem HSV um die Meisterschaft und erreichte sowohl im DFB-Pokal als auch im UEFA-Pokal jeweils das Halbfinale, auch in der Folgesaison erreichte der HSV – nach dem fünften Platz in der Abschlusstabelle der Saison 2008/09 – das Halbfinale in dem nun in UEFA Europa League umbenannten Wettbewerb, verpasste allerdings als Tabellensiebter die erneute Qualifikation für den internationalen Wettbewerb. Auch in der Saison 2010/11 war es dem HSV nicht gelungen, sich für einen Europapokalwettbewerb zu qualifizieren.

#### Hertha BSC und VfB Stuttgart
Im April 2011 unterschrieb Torun einen ab der neuen Saison laufenden Dreijahresvertrag bei Hertha BSC. Er wechselte ablösefrei zu den Berlinern, da sein Vertrag beim Hamburger SV auslief. Im Kader der Hertha erhielt er die Rückennummer 11. Für die Berliner kam er in der Bundesliga zu 20 Einsätzen und schoss dabei vier Tore; Hertha BSC stieg zum Ende der Saison nach dem Ausscheiden in der Relegation gegen Fortuna Düsseldorf in die zweite Liga ab.
Am 6. Juni 2012 unterschrieb Torun einen Dreijahresvertrag beim VfB Stuttgart. Er wechselte ablösefrei. Mit dem VfB Stuttgart erreichte Torun in seiner ersten Saison das Achtelfinale in der UEFA Europa League und das Finale im DFB-Pokal. Für den VfB absolvierte er auch verletzungsbedingt nur neun Ligaspiele.

#### Torun in der Türkei
Am 6. Januar 2014 wechselte Torun in die türkische Süper Lig zu Kasımpaşa Istanbul. Nach der Rückrunde der Saison 2013/14 belegte er mit dem Verein den sechsten Tabellenplatz, doch da der türkische Fußballverband Kasımpaşa Istanbul die UEFA-Lizenz verweigerte, nahm die Mannschaft nicht am internationalen Wettbewerb teil. Nach einem 13. Platz in der Saison 2014/15 und einem siebten Platz in der Spielzeit 2015/16 belegte der Verein in der Saison 2016/17 den zehnten Rang. In jeder Saison gehörte Torun zur Stammelf von Kasımpaşa Istanbul.
Nachdem sein Vertrag ausgelaufen war, schloss er sich dem Stadt- und Ligarivalen Istanbul Başakşehir an, für den er allerdings zu lediglich sechs Punktspieleinsätzen kam. Für die Saison 2018/19 wurde Torun an Bursaspor verliehen. Dort erkämpfte er sich einen Stammplatz, stieg allerdings mit dem Verein aus der Süper Lig ab. Zur Rückründe der Saison 2019/2020 wechselte er zum Ligakonkurrenten Çaykur Rizespor, wo er einen Vertrag bis zum 30. Juni 2021 unterschrieb.

### In der Nationalmannschaft
Torun besitzt neben der türkischen auch die deutsche Staatsbürgerschaft. Nach Toruns eigener Aussage sei er auch von Matthias Sammer als Spieler der türkischen U-16-Auswahl kontaktiert worden. Dieser habe Torun mitgeteilt, dass er im Blickfeld des Trainerteams der deutschen U-Nationalmannschaften stehe, und ihm eine Entscheidung für die DFB-Auswahlmannschaften nahegelegt. Torun bestritt jedoch Länderspiele für die diversen türkischen U-Nationalmannschaft.
Am 9. Februar 2011 debütierte Torun im Freundschaftsspiel gegen Südkorea (0:0) für die Türkische A-Nationalmannschaft. Er wurde in der 59. Minute eingewechselt.